# Kiersey Clemons
Kiersey Nicole Clemons (ur. 17 grudnia 1993 w Pensacoli) – amerykańska aktorka i piosenkarka.

## Kariera
Rozpoczęła swoją karierę w 2010 roku w serialu Taniec rządzi. Później wystąpiła w szeregu seriali, m.in. w roli Kiry Starr w Austin i Ally.

## Filmografia

### Filmy
| Rok  | Tytuł                              | Rola                      | Uwagi          |
| ---- | ---------------------------------- | ------------------------- | -------------- |
| 2013 | Prom?!                             | Abby                      | krótkometr.    |
| 2014 | Cloud 9                            | Skye Sailor               |                |
| 2015 | Dope                               | Cassandra "Diggy" Andrews |                |
| 2016 | Sąsiedzi 2                         | Beth                      |                |
| 2017 | The Only Living Boy in New York    | Mimi Pastori              |                |
| 2017 | Linia życia                        | Sophia                    |                |
| 2017 | Liga Sprawiedliwości               | Iris West                 | sceny usunięte |
| 2018 | Little Bitches                     | Marisa                    |                |
| 2018 | Głośne bicie serc                  | Sam                       |                |
| 2018 | An L.A. Minute                     | Velocity                  |                |
| 2018 | Sweetheart                         | Jenn                      |                |
| 2021 | Liga Sprawiedliwości Zacka Snydera | Iris West                 |                |
| 2023 | Flash                              | Iris West                 |                |

### Seriale
| Rok     | Tytuł                             | Rola           | Uwagi             |
| ------- | --------------------------------- | -------------- | ----------------- |
| 2010    | Taniec rządzi                     | Danielle       | 2 odc.            |
| 2011    | Mega przygody Bucketa i Skinnera  | Summer         | 1 odc.            |
| 2011    | Powodzenia, Charlie!              | Alicia         | 1 odc.            |
| 2013    | CSI: Kryminalne zagadki Las Vegas | Gwen Onetta    | 1 odc.            |
| 2013    | Austin i Ally                     | Kira Starr     | 8 odc.            |
| 2014    | Transrodzic                       | Bianca         | 9 odc.            |
| 2015    | Eye Candy                         | Sophia Preston | gł. rola; 10 odc. |
| 2015    | Jess i chłopaki                   | KC             | 2 odc.            |
| 2015    | Extant: Przetrwanie               | Lucy           | 11 odc.           |
| od 2016 | Easy                              | Chase          | 4 odc.            |
| 2018    | Angie Tribeca                     | Maria Charo    | 10 odc.           |